# Einar Fröberg
Einar Fröberg (né le 25 novembre 1875 dans la paroisse de Svärta (sv); mort le 2 octobre 1934  à Täby) est un acteur, scénariste, écrivain et réalisateur suédois.

## Filmographie

### Acteur

#### Cinéma
- 1912 : Un mariage secret (Ett hemligt giftermål) de Victor Sjöström : Överste
- 1924 : Grevarna på Svansta : Count Nils Storm
- 1925 : Charles XII : King Fredrik IV of Denmark
- 1926 : Fänrik Ståls sägner : Klingspor
- 1931 : Father and Son : Professor (censor)

#### Courts-métrages
- 1913 : Barnet
- 1920 : Lunda-indianer

### Réalisateur

#### Courts-métrages
- 1920 : Lunda-indianer

### Scénariste

#### Cinéma
- 1920 : Les Traditions de la famille
- 1924 : Grevarna på Svansta